# 滋賀県道202号佐生五個荘線
滋賀県道202号佐生五個荘線（しがけんどう202ごう さそごかしょうせん）は、滋賀県東近江市を通る一般県道である。

## 概要
東近江市佐生町から東近江市五個荘北町屋町に至る。
並行する道路が少なく、全線にわたって近江鉄道バス神崎線が通行し、1994年（平成6年）には滋賀県道2号大津能登川長浜線と当県道とをつなぐきぬがさ街道（きぬがさ山トンネル）も開通したことから、交通量は少なくない。しかし、佐生町・五個荘日吉町間や五個荘金堂町付近を除いて道幅の狭い区間が多く、特に五個荘七里町や五個荘塚本町付近では車両の離合も難しい。

### 路線データ
- 起点：東近江市佐生町（滋賀県道52号栗見八日市線交点）
- 終点：東近江市五個荘北町屋町（五個荘南交差点、国道8号交点、滋賀県道209号八日市五個荘線終点）
- 総延長：4.2 km

## 路線状況

### 道路施設

#### 橋梁
- 新浄土橋（瓜生川、東近江市）

## 地理

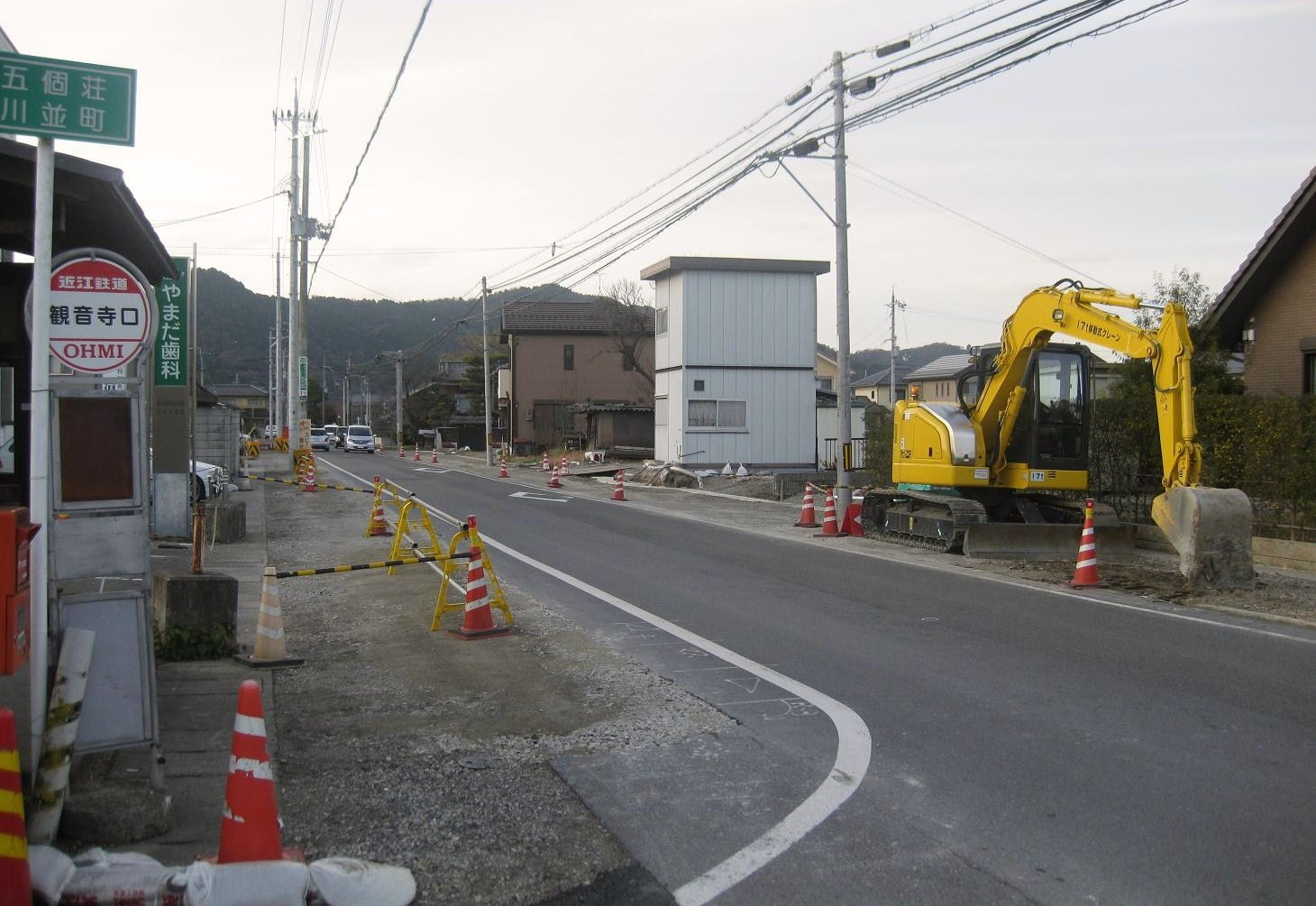
拡張工事が行われていた時の五個荘川並町区間（2010年撮影）

### 通過する自治体
- 東近江市

### 交差する道路
| 交差する道路                        | 交差する場所   | 交差する場所          |
| ----------------------------------- | -------------- | --------------------- |
| 滋賀県道52号栗見八日市線            | 佐生町         | 起点                  |
| きぬがさ街道                        | 五個荘塚本町   | 塚本交差点            |
| 国道8号 滋賀県道209号八日市五個荘線 | 五個荘北町屋町 | 五個荘南交差点 / 終点 |

### 沿線
- 第一工業製薬 滋賀工場
- クローダジャパン
- 山脇製菓
- ダイリュウ
- 西誘寺
- 憶念寺
- 東近江市立五個荘南幼稚園
- 五個荘金堂町
- 弘誓寺
- 肥田電器
- フレンドマート 五個荘店
- 湖東信用金庫 五個荘支店
- 滋賀銀行 五個荘支店